# Egyptische kronen
De Egyptische kronen bestaan uit een aantal hoofddeksels die exclusief door koningen en koninginnen werden gedragen. Enkele specifieke hoofddeksels werden aan goden toegeschreven, en zijn dan ook veelvuldig te vinden op wanden van tempels, standbeelden of andere objecten van het Oude Egypte.
In het Oude Egypte waren kronen al een belangrijk middel om (politieke) macht en status aan te tonen. Deze macht ontleenden ze rechtstreeks aan de goden. Ze toonden ook de eigenschappen van de heerser.

## Koningskronen
De Egyptische farao's droegen vijf soorten kronen.
|                    |                    |                       |                       |                       |
| Desjret Rode kroon | Hadjet Witte kroon | Pschent Dubbele kroon | Chepresj Blauwe kroon | Atef Kroon van Osiris |

### De rode kroon

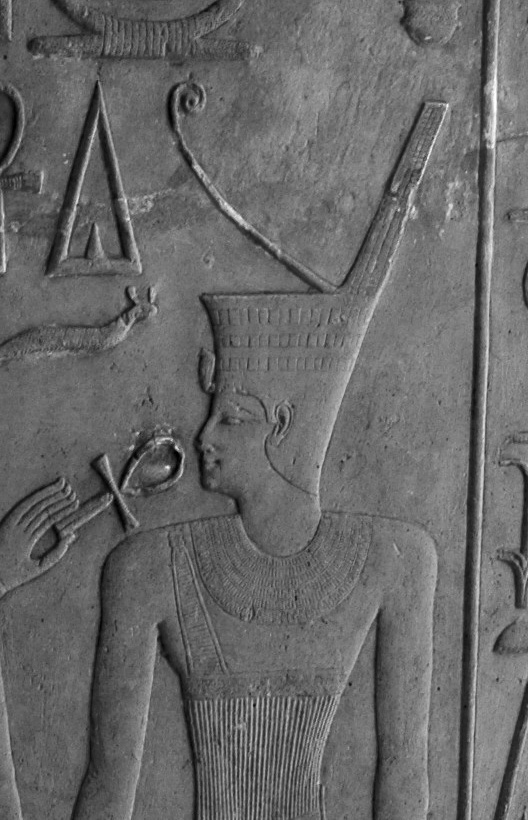
Farao Sesostris I met de rode kroon

De rode kroon was het symbool van Neder-Egypte. Zij werd door de Oude Egyptenaren ook al rode kroon of desjret genoemd. In de hiërogliefenlijst van Gardiner krijgt het teken de code S3. Vanaf het Nieuwe Rijk werd het teken gelezen als nt en werd het vaak gebruikt om de letter n te symboliseren.
De kroon heeft een opvallende vorm: ze bestaat uit een rode mijter die doorloopt aan de achterkant. Aan de voorkant springt er een strook schuin omhoog die eindigt in een krul. Doordat de kroon het symbool was van Beneden-Egypte, werd de kroon beschermd door Wadjet. Wadjet was een slangengodin, en zij tooit de kroon als uraeus. De godin Neith werd ook met zo'n kroon afgebeeld.
De rode kroon werd al eeuwen voor de vereniging van de Egyptische staat gebruikt. Op de archeologische site Naqada is er ook een potscherf gevonden, daterend uit het midden van de 4e millennium v.Chr. Op de beschadigde potscherf is de rode kroon te zien. Het is nog niet zeker of het een schriftteken symboliseert of een afbeelding is. Hans Winkler ontdekte petrogliefen in de Oostelijke woestijn, bij de plaats Wadi Qash. Bij site 18 staan o.a. twee afbeeldingen van heersers, afgebeeld met een kromstaf, een stierenstaart en de rode kroon.

### De witte kroon

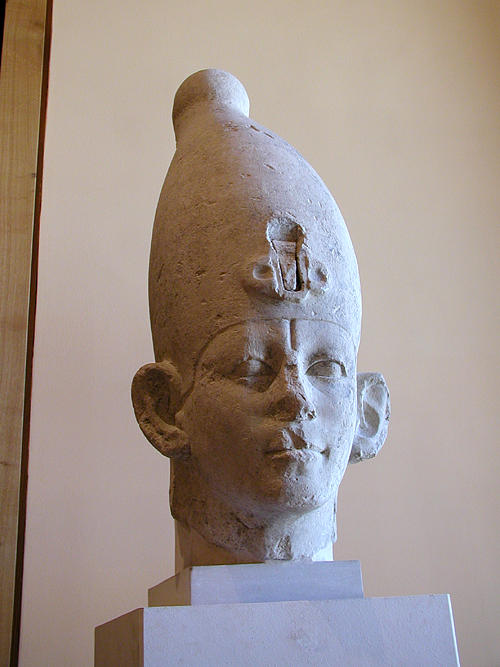
Farao Senoeseret III met de witte kroon

De witte kroon was het symbool van Opper-Egypte. Zij werd door de Egyptenaren ook al witte kroon of hadjet of hedjet genoemd. Als hiëroglief wordt ze in het systeem van Gardiner S1 genummerd.
De kroon had de vorm van een langwerpige muts, met aan het einde een knobbel of een knop. De kroon stond onder bescherming van de godin Nechbet, de gierengodin. Op de witte kroon prijkte de uraeus.
Net zoals de rode kroon werd de witte kroon lang voor de vereniging in Egypte gebruikt. De oudste afbeelding is op een wierookbrander gevonden bij de A-groepcultuur van Neder-Nubië rond de Naqada II-periode (3500 tot 3200 v.Chr.)

### De dubbele kroon

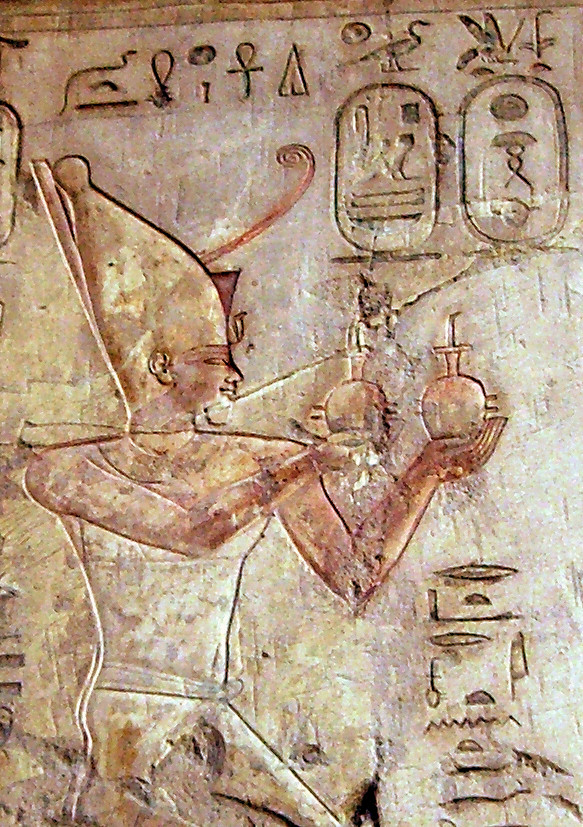
Farao Psamtik I met de dubbele kroon

De dubbele kroon was het symbool van een verenigd Egypte. Zij werd door de Egyptenaren de kroon van beide machten of  pa-sechemty genoemd. De Grieken verbasterden dit naar pschent. In het systeem van Gardiner krijgt deze hiëroglief de code S5.
Er bestaan twee varianten van deze kroon. De rode kroon zit aan de buitenkant en de witte kroon daar binnenin of een witte kroon met een strook die schuin omhoog springt en eindigt met een krul.
De kroon werd voor het eerst gedragen nadat de beide landen werden verenigd door koning Narmer, Hor-Aha of Menes. Vanaf toen sierde ook de uraeusslang de voorkant van de kroon als beschermende vlam. De goden Atoem en Horus werden ook veelvuldig met de kroon afgebeeld.

### De blauwe kroon

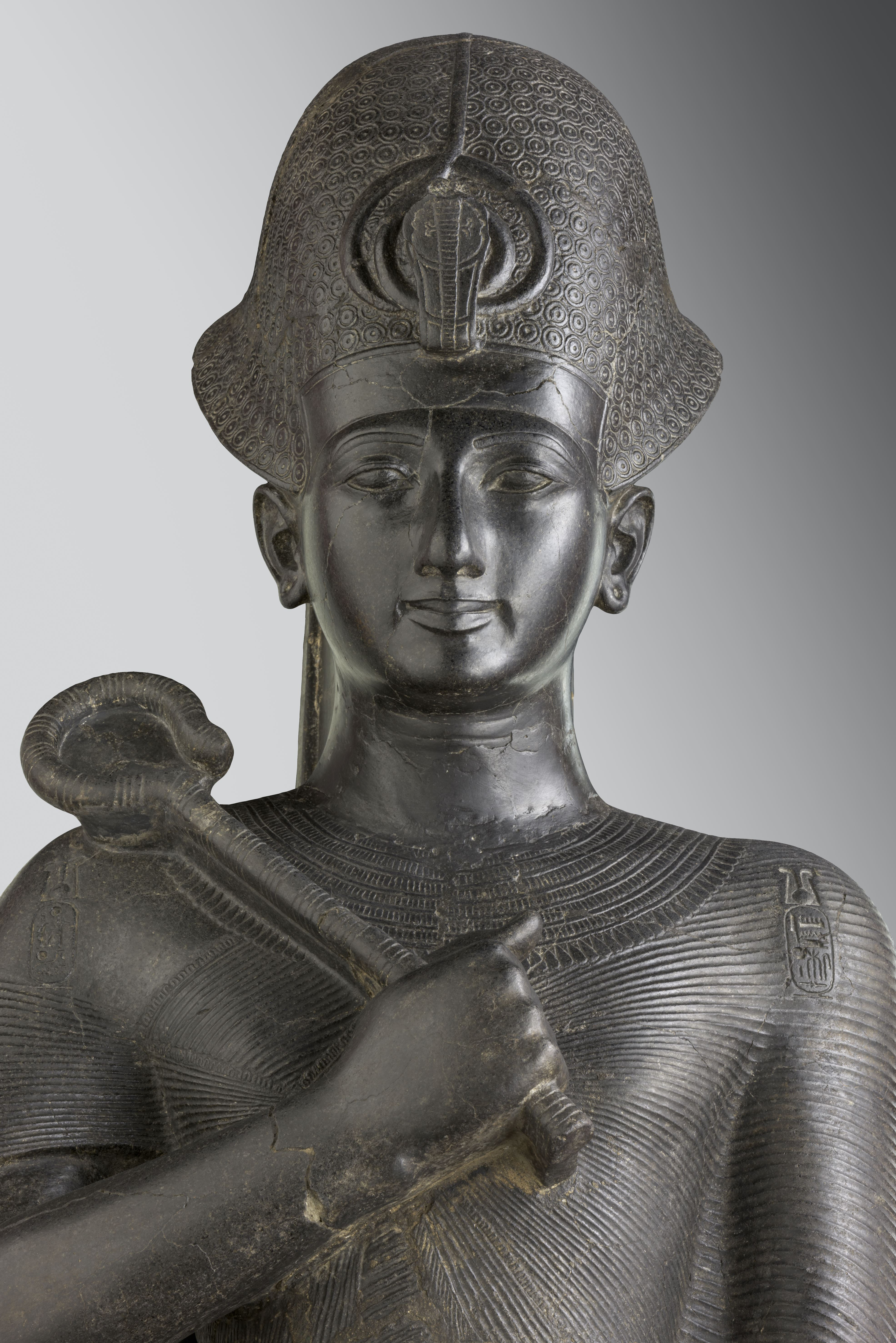
Farao Ramses II met de blauwe kroon

De blauwe kroon of blauwgehelmde kroon was een kroon die werd gedragen door de Ramsessiden. Zij werd door de Egyptenaren blauwe kroon of chepresj genoemd. In het systeem van Gardiner krijgt deze hiëroglief de code S7.
De chepresj is een blauwe helm die lijkt op een oorlogshelm die militairen droegen. De blauwe helm is een mijter die voorzien is van een gouden rand en gouden rondjes of belletjes. De kroon raakte in de mode in het Nieuwe Rijk.

### De hemhem
Een kroon die de atefkroon (zie veder) combineert met heilige symbolen zoals zonnen en ramshorens. Onderaan begonnen de ramshorens en dan kwamen er drie atefkronen waar tussenin de zonnen stonden. De kroon werd gedragen door godheden en koningen. De hemhem kwam in de mode rond de Late periode en de Ptolemaeën.

## Koninginnekroon of gierenkap

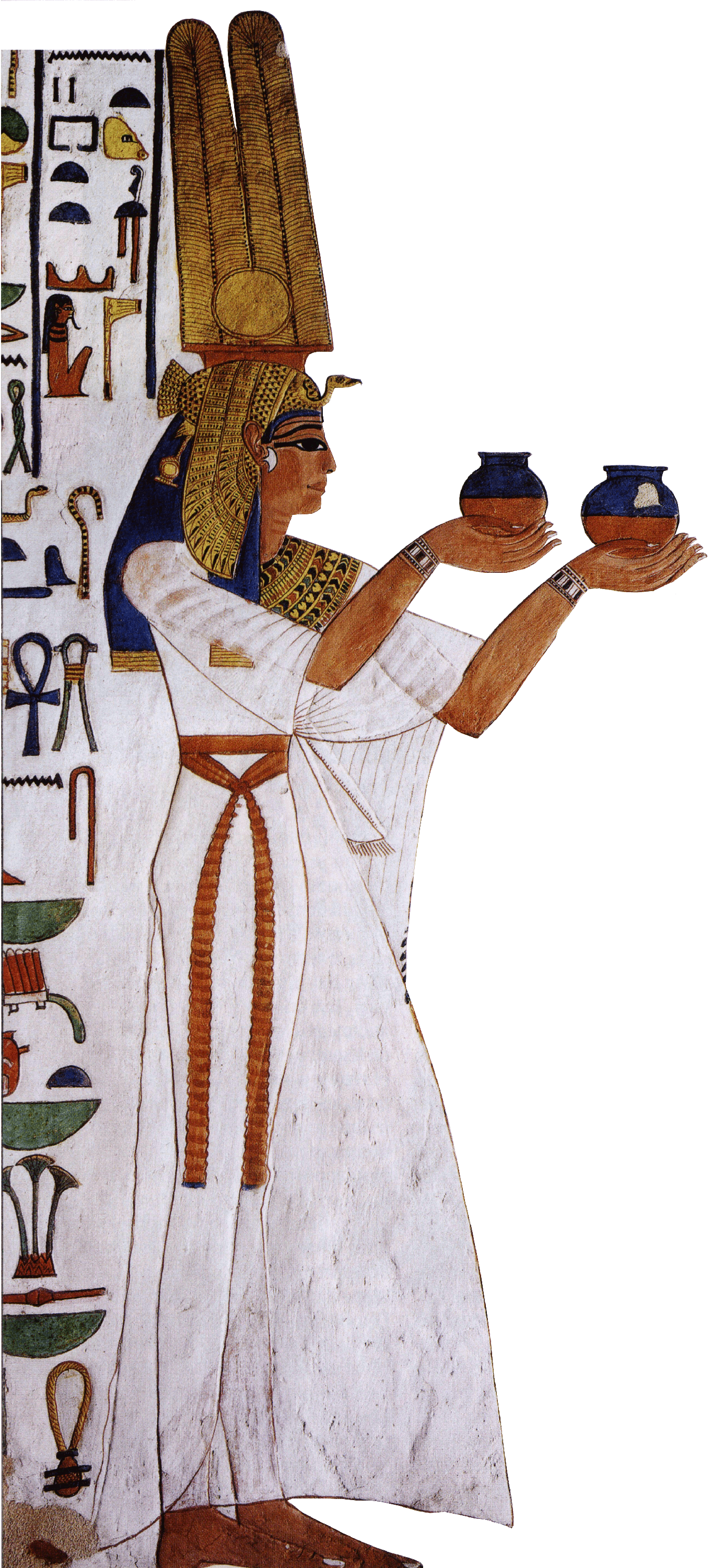
Koningin Nefertari met de gierenkap

Egyptische koninginnen, gemalinnen of godinnen droegen vaak een gierenkap. Koningin Tetisheri was de eerste van de 18e dynastie die er een droeg. Deze dynastie greep terug naar de oudste traditie. De gierenkap duikt voor het eerst op bij de moeder van Menkaura, en vormt reeds een iconografisch element voor de Egyptische koningin-moeder in de 4e tot de 6e dynastie. Het is een kap in de vorm van de gier, die aan het voorhoofd kon worden opgezet, het haar kon naast de vleugels van de gierenkap worden gedrapeerd langs de oren. Bij de staart kwamen de overige haren eruit en vielen langs de schouders.
Onder Pepi II duikt ook de met gierenkap verbonden uraeuscobra in verschillende voorstellingen van zijn gemalinnen op. Roth besluit daaruit dat deze combinatie vanaf dan een typisch attribuut van de koninklijke vrouwe wordt.
De gier was het patroondier van verschillende godinnen, maar zeker Nechbet die de koningin, gemalin of godin beschermde.

## Kronen der goden
De meeste goden droegen hoofdtooien of herkenningstekens zoals de troon van godin Isis of de veer van de godin Maät. Er is ook een aantal goden die specifieke kronen droegen.

### De Atefkroon
De god Osiris had zijn eigen kroon, de atefkroon. Vanaf het Middenrijk werd de god afgebeeld met deze kroon. Eerder werd de kroon toegeschreven aan Andjeti, maar door een samenvoeging van de mythologie droeg ook Osiris deze kroon.
De kroon bestaat uit een witte mijter die eindigt in een knop. Aan beide kanten zijn ook nog veren toegevoegd. Als variant worden ook ramshoorns en een zon toegevoegd.
De kroon komt ook als hiëroglief voor. Zij krijgt de code S8 mee in het systeem van Gardiner.

### Dubbele verenkroon
De dubbele verenkroon is de kroon van een aantal goden. Zij is kenmerkend voor de god Amon-Ra. Er werd een connectie mee gelegd tussen de zonnegoden, waaronder Horus. Ook de goden Sjoe, Min, Bes en Onuris droegen de kroon.
De dubbele verenkroon werd in het Oudegyptisch sjoeti genoemd of kroon met de twee veren. In het hiërogliefensysteem van Gardiner krijgt deze de code S9 mee.
De kroon bestaat uit een kap met daarop twee struisvogelveren.
De eerste verschijning van de dubbele verenkroon gaat terug tot vóór de unificatie van Egypte (3000 v.Chr.). In de oostelijke woestijn van Egypte zijn verschillende petrogliefen ontdekt waarin mannen of goden pluimen van struisvogelveren dragen.

### Witte kroon met antilopenhoorns
De godin Satet werd afgebeeld met een kroon met antilopenhoorns versierd.

### Kroon met gestileerde ramshoorns
De god Chnoem werd afgebeeld met gestileerde ramshoorns, dit omdat het dier van de god een ram was.

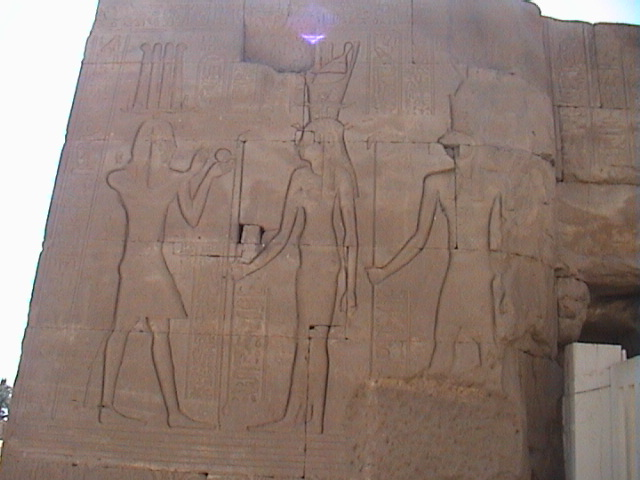
De hemhemkroon (farao)
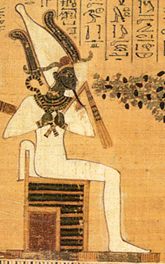
Osiris met de Atef-kroon
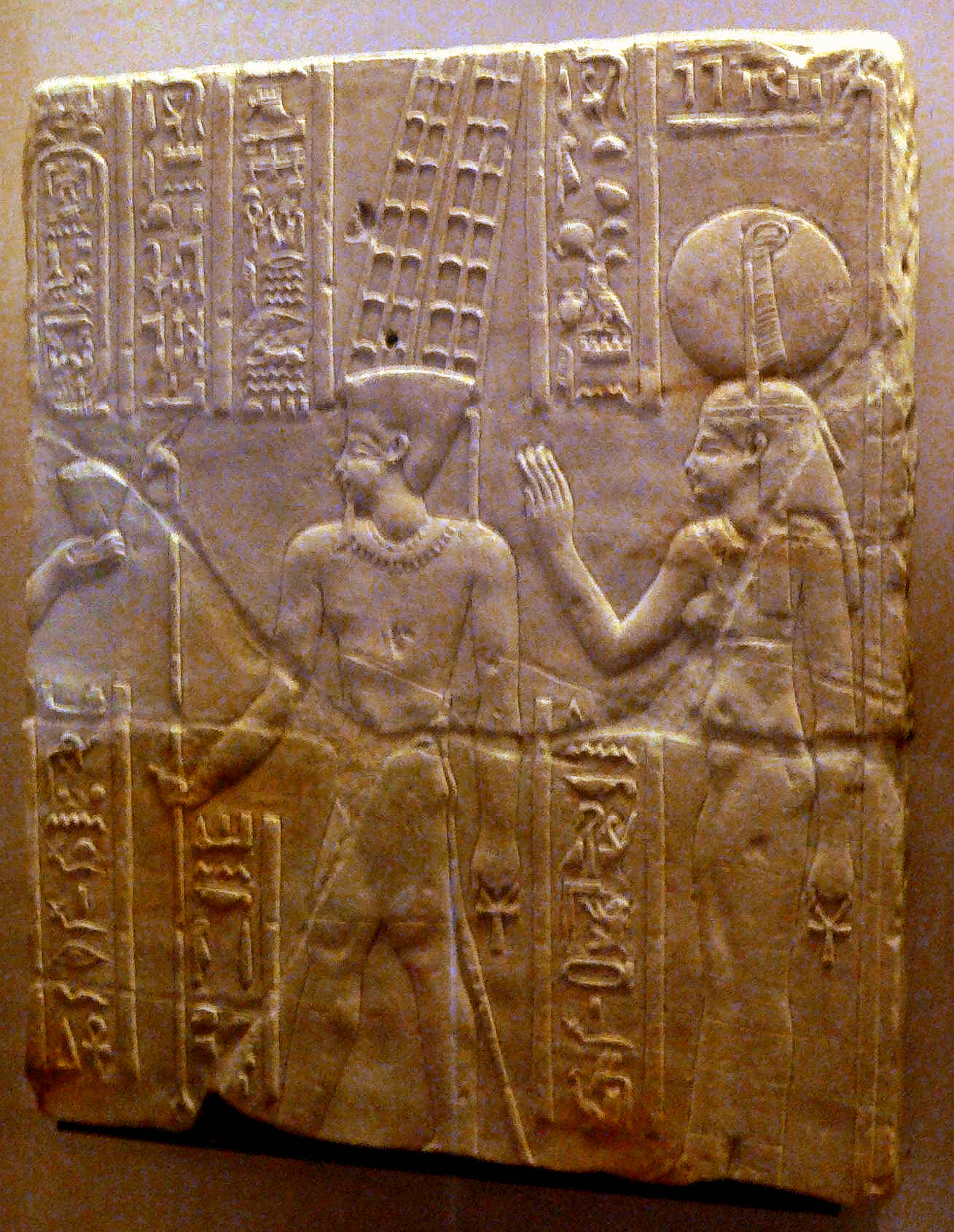
Amon-Ra met de dubbele verenkroon
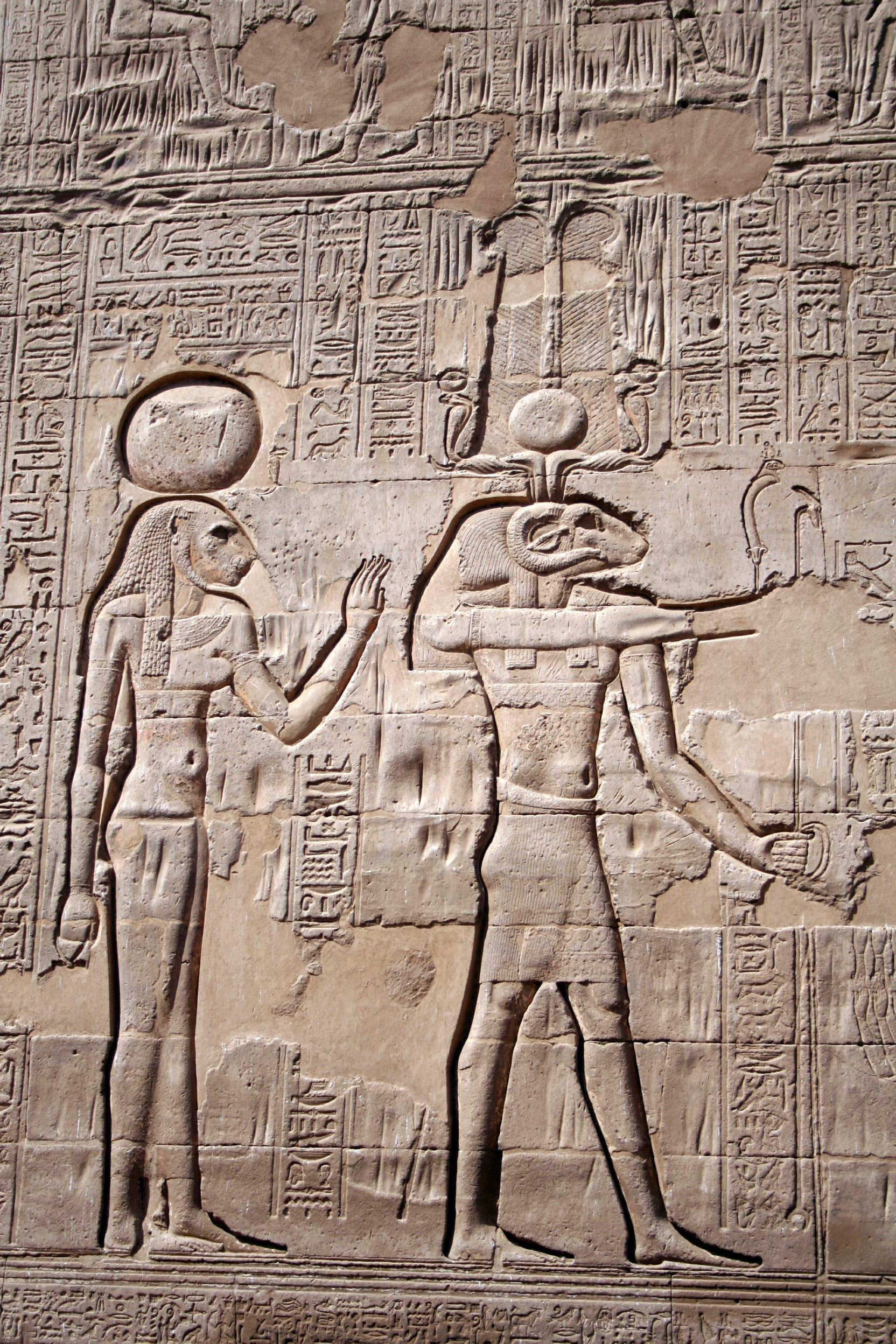
De god Chnoem met zijn kroon
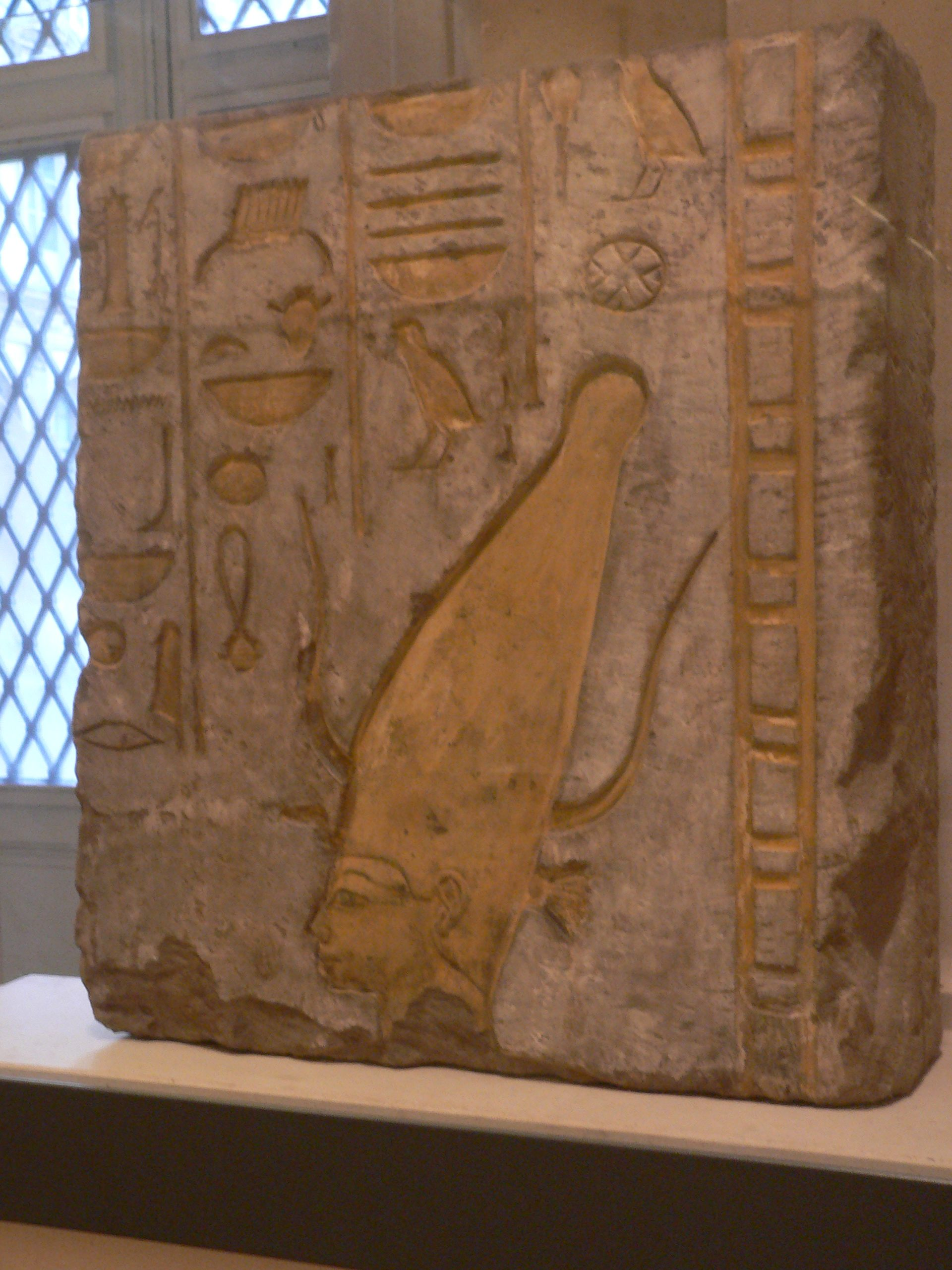
De godin Anoeket
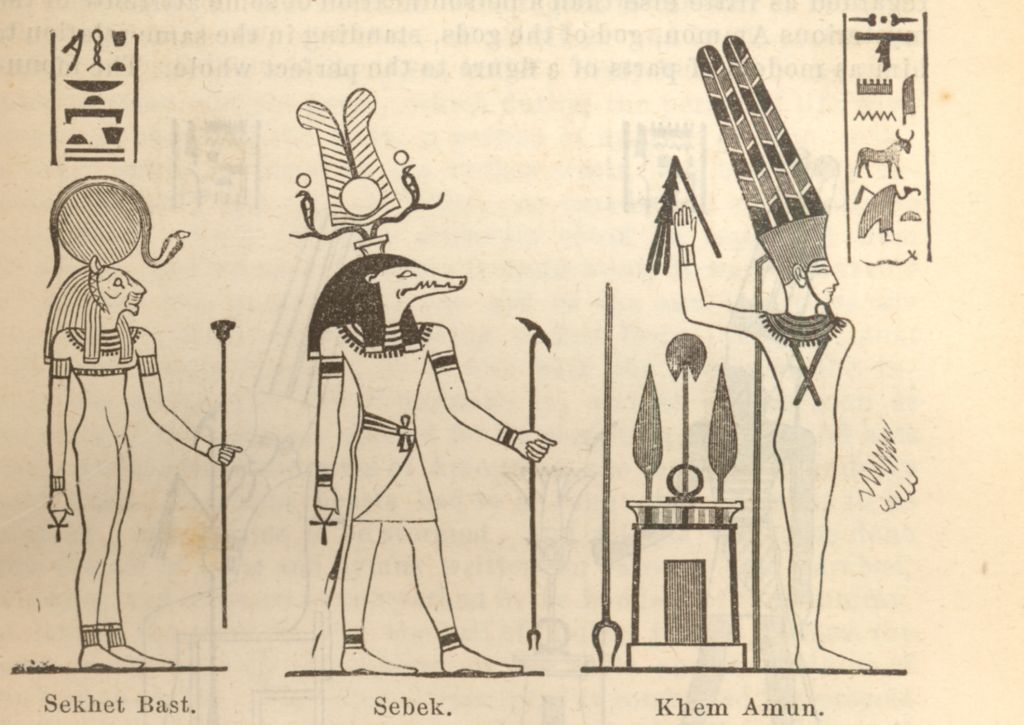
Sobek met zijn specifieke kroon